# Беджинтау
Беджинтау — один из хребтов в восточной части Джунгарского Алатау. Хребет играл роль в определении границы Российской империи, которая в XIX веке описывалась так: «начиная от гор Беджинтау, по течению р. Хоргос до её впадения в р. Или».

## География и геология
Длина хребта — около 100 км; в пределах территории Казахстана наивысшая точка — безымянный пик 4126,5 м в верховьях реки Джланды[уточнить]. Расположен на территории Казахстана; вместе с хребтами Токсанбай и Тышкантау соединяется отрогами с хребтами на китайской территории.
Склоны сложены из метаморфических кварцитов, известняков, сланцев, гранитов. Южные склоны изрезаны, северные образуют уступы. На хребте расположены более 50 ледников и истоки многих рек, включая Коксу и Хоргос.

## Флора и фауна
Растительность на северных склонах — сосново-еловые леса, которые на высокогорьях сменяются субальпийскими и альпийскими лугами, а на высотах от 600 до 1300 м — кустарничково-степной растительностью.